# Giai đoạn vòng loại và vòng play-off UEFA Europa League 2023-24
Giai đoạn vòng loại và vòng play-off UEFA Europa League 2023–24 bắt đầu vào ngày 8 tháng 8 và kết thúc vào ngày 31 tháng 8 năm 2023.
Có tổng cộng 27 đội thi đấu ở hệ thống vòng loại bao gồm giai đoạn vòng loại và vòng play-off. 10 đội thắng ở vòng play-off tiến vào vòng bảng, để cùng với 12 đội tham dự vào vòng bảng, 6 đội thua của của vòng play-off Champions League (4 đội từ Nhóm các đội vô địch và 2 đội từ Nhóm các đội không vô địch) và 4 đội thua thuộc Nhóm các đội không vô địch của vòng loại thứ ba Champions League.
Thời gian là CEST (UTC+2), như được liệt kê bởi UEFA (giờ địa phương, nếu khác nhau thì nằm trong ngoặc đơn).

## Vòng loại thứ ba
Lễ bốc thăm cho vòng loại thứ ba được tổ chức vào ngày 24 tháng 7 năm 2023.

### Tóm tắt
Các trận lượt đi được diễn ra vào ngày 8 và 10 tháng 8, các trận lượt về được diễn ra vào ngày 17 tháng 8 năm 2023.
Đội thắng của các cặp đấu đi tiếp vào vòng play-off. Đội thua được chuyển qua vòng play-off Europa Conference League thuộc nhóm tương ứng của họ.
| Đội 1            | TTS | Đội 2              | Lượt đi | Lượt về |
| ---------------- | --- | ------------------ | ------- | ------- |
| Žalgiris         | 1–8 | BK Häcken          | 1–3     | 0–5     |
| Qarabağ          | 4–2 | HJK                | 2–1     | 2–1     |
| Zrinjski Mostar  | 6–3 | Breiðablik         | 6–2     | 0–1     |
| Sheriff Tiraspol | 7–3 | BATE Borisov       | 5–1     | 2–2     |
| Astana           | 3–6 | Ludogorets Razgrad | 2–1     | 1–5     |

| Đội 1         | TTS | Đội 2    | Lượt đi | Lượt về |
| ------------- | --- | -------- | ------- | ------- |
| Olympiacos    | 2–1 | Genk     | 1–0     | 1–1     |
| Slavia Prague | 4–1 | Dnipro-1 | 3–0     | 1–1     |

### Nhóm các đội vô địch
| Žalgiris   | 1–3      | BK Häcken                       |
| ---------- | -------- | ------------------------------- |
| - Hnid 85' | Chi tiết | - Hrstić 38', 48' - Rygaard 70' |

| BK Häcken                                                           | 5–0      | Žalgiris |
| ------------------------------------------------------------------- | -------- | -------- |
| - Hrstić 27' - Gustafson 56' - Sadiq 63', 73' (ph.đ.) - Sonko 90+2' | Chi tiết |          |

BK Häcken thắng với tổng tỷ số 8–1.
| Qarabağ                        | 2–1      | HJK            |
| ------------------------------ | -------- | -------------- |
| - L. Andrade 55' - Juninho 85' | Chi tiết | - Olusanya 77' |

| HJK            | 1–2      | Qarabağ                               |
| -------------- | -------- | ------------------------------------- |
| - Hostikka 10' | Chi tiết | - Bayramov 45+3' (ph.đ.) - Benzia 56' |

Qarabağ thắng với tổng tỷ số 4–2.
| Zrinjski Mostar                                                  | 6–2      | Breiðablik                        |
| ---------------------------------------------------------------- | -------- | --------------------------------- |
| - Kiš 2', 30' - Malekinušić 22', 40' - Bilbija 33' - Ivančić 55' | Chi tiết | - Lúðvíksson 64' - Eyjólfsson 74' |

| Breiðablik               | 1–0      | Zrinjski Mostar |
| ------------------------ | -------- | --------------- |
| - Jakovljević 56' (l.n.) | Chi tiết |                 |

Zrinjski Mostar thắng với tổng tỷ số 6–3.
| Sheriff Tiraspol                                      | 5–1      | BATE Borisov |
| ----------------------------------------------------- | -------- | ------------ |
| - Ankeye 12', 47' - Badolo 32' - Yansané 90+3', 90+8' | Chi tiết | - Bane 50'   |

| BATE Borisov                   | 2–2      | Sheriff Tiraspol                                  |
| ------------------------------ | -------- | ------------------------------------------------- |
| - Kontsevoy 25' - Laptev 90+4' | Chi tiết | - Ricardinho 40' (ph.đ.) - Luvannor 45+2' (ph.đ.) |

Sheriff Tiraspol thắng với tổng tỷ số 7–3.
| Astana                          | 2–1      | Ludogorets Razgrad   |
| ------------------------------- | -------- | -------------------- |
| - Tomašević 40' - Marochkin 53' | Chi tiết | - Sonko Sundberg 34' |

| Ludogorets Razgrad                                       | 5–1      | Astana       |
| -------------------------------------------------------- | -------- | ------------ |
| - Tekpetey 25', 50' - Piotrowski 47', 58' - Despodov 67' | Chi tiết | - Darboe 29' |

Ludogorets Razgrad thắng với tổng tỷ số 6–3.

### Nhóm chính
| Olympiacos     | 1–0      | Genk |
| -------------- | -------- | ---- |
| - Fortounis 1' | Chi tiết |      |

| Genk                   | 1–1      | Olympiacos              |
| ---------------------- | -------- | ----------------------- |
| - Paintsil 30' (ph.đ.) | Chi tiết | - Alexandropoulos 90+6' |

Olympiacos thắng với tổng tỷ số 2–1.
| Slavia Prague                  | 3–0      | Dnipro-1 |
| ------------------------------ | -------- | -------- |
| - Schranz 5', 37' - Wallem 81' | Chi tiết |          |

| Dnipro-1          | 1–1      | Slavia Prague |
| ----------------- | -------- | ------------- |
| Rubchynskyi 45+1' | Chi tiết | Jurečka 52'   |

Slavia Prague thắng với tổng tỷ số 4–1.

## Vòng play-off
Lễ bốc thăm cho vòng play-off được tổ chức vào ngày 7 tháng 8 năm 2023.

### Tóm tắt
Các trận lượt đi được diễn ra vào ngày 24 tháng 8, các trận lượt về được diễn ra vào ngày 31 tháng 8 năm 2023.
Đội thắng của các cặp đấu đi tiếp vào vòng bảng. Đội thua được chuyển qua vòng bảng Europa Conference League.
| Đội 1                | TTS | Đội 2            | Lượt đi | Lượt về |
| -------------------- | --- | ---------------- | ------- | ------- |
| Slavia Prague        | 3–2 | Zorya Luhansk    | 2–0     | 1–2     |
| Olympiacos           | 6–1 | Čukarički        | 3–1     | 3–0     |
| Union Saint-Gilloise | 3–0 | Lugano           | 2–0     | 1–0     |
| Ludogorets Razgrad   | 2–4 | Ajax             | 1–4     | 1–0     |
| BK Häcken            | 5–3 | Aberdeen         | 2–2     | 3–1     |
| LASK                 | 3–2 | Zrinjski Mostar  | 2–1     | 1–1     |
| KÍ                   | 2–3 | Sheriff Tiraspol | 1–1     | 1–2     |
| Olimpija Ljubljana   | 1–3 | Qarabağ          | 0–2     | 1–1     |
| Slovan Bratislava    | 4–7 | Aris Limassol    | 2–1     | 2–6     |
| Dinamo Zagreb        | 4–5 | Sparta Prague    | 3–1     | 1–4     |

### Các trận đấu
| Slavia Prague                 | 2–0      | Zorya Luhansk |
| ----------------------------- | -------- | ------------- |
| - Tijani 81' - Masopust 90+4' | Chi tiết |               |

| Zorya Luhansk                  | 2–1      | Slavia Prague |
| ------------------------------ | -------- | ------------- |
| - Alefirenko 32' - Antyukh 41' | Chi tiết | - Jurásek 83' |

Slavia Prague thắng với tổng tỷ số 3–2.
| Olympiacos                         | 3–1      | Čukarički           |
| ---------------------------------- | -------- | ------------------- |
| - El Kaabi 3', 40' - Fortounis 16' | Chi tiết | - Miladinović 90+3' |

| Čukarički | 0–3      | Olympiacos                               |
| --------- | -------- | ---------------------------------------- |
|           | Chi tiết | - Masouras 34' - Biel 45+1' - Retsos 53' |

Olympiacos thắng với tổng tỷ số 6–1.
| Union Saint-Gilloise    | 2–0      | Lugano |
| ----------------------- | -------- | ------ |
| - Eckert 8' - Terho 71' | Chi tiết |        |

| Lugano | 0–1      | Union Saint-Gilloise |
| ------ | -------- | -------------------- |
|        | Chi tiết | - Eckert 7'          |

Union Saint-Gilloise thắng với tổng tỷ số 3–0.
| Ludogorets Razgrad   | 1–4      | Ajax                                |
| -------------------- | -------- | ----------------------------------- |
| - Verdon 70' (ph.đ.) | Chi tiết | - Kudus 16', 18', 50' - Brobbey 40' |

| Ajax | 0–1      | Ludogorets Razgrad |
| ---- | -------- | ------------------ |
|      | Chi tiết | - Tissera 62'      |

Ajax thắng với tổng tỷ số 4–2.
| BK Häcken                         | 2–2      | Aberdeen                   |
| --------------------------------- | -------- | -------------------------- |
| - Layouni 36' - Sadiq 69' (ph.đ.) | Chi tiết | - Miovski 75' - Devlin 79' |

| Aberdeen              | 1–3      | BK Häcken                              |
| --------------------- | -------- | -------------------------------------- |
| - Miovski 56' (ph.đ.) | Chi tiết | - Sadiq 14', 41' - Layouni 81' (ph.đ.) |

BK Häcken thắng với tổng tỷ số 5–3.
| LASK           | 2–1      | Zrinjski Mostar |
| -------------- | -------- | --------------- |
| - Žulj 4', 12' | Chi tiết | - Bilbija 71'   |

| Zrinjski Mostar       | 1–1      | LASK          |
| --------------------- | -------- | ------------- |
| - Bilbija 38' (ph.đ.) | Chi tiết | - Jovičić 52' |

LASK thắng với tổng tỷ số 3–2.
| KÍ             | 1–1      | Sheriff Tiraspol   |
| -------------- | -------- | ------------------ |
| - Da Silva 52' | Chi tiết | - Ngom Mbekeli 73' |

| Sheriff Tiraspol                     | 2–1      | KÍ          |
| ------------------------------------ | -------- | ----------- |
| - Luvannor 16' (ph.đ.) - Zohouri 74' | Chi tiết | - Kassi 34' |

Sheriff Tiraspol thắng với tổng tỷ số 3–2.
| Olimpija Ljubljana | 0–2      | Qarabağ                    |
| ------------------ | -------- | -------------------------- |
|                    | Chi tiết | - Medina 32' - Andrade 44' |

| Qarabağ                | 1–1      | Olimpija Ljubljana |
| ---------------------- | -------- | ------------------ |
| - Bayramov 24' (ph.đ.) | Chi tiết | - Pinto 36'        |

Qarabağ thắng với tổng tỷ số 3–1.
| Slovan Bratislava         | 2–1      | Aris Limassol |
| ------------------------- | -------- | ------------- |
| - Tolić 34' - Strelec 57' | Chi tiết | Mayambela 73' |

| Aris Limassol                                                   | 6–2      | Slovan Bratislava              |
| --------------------------------------------------------------- | -------- | ------------------------------ |
| - Gomis 21', 45+7', 51' - Szöke 24' - Mayambela 67' - Brown 72' | Chi tiết | - Strelec 37' - Barseghyan 89' |

Aris Limassol thắng với tổng tỷ số 7–4.
| Dinamo Zagreb                           | 3–1      | Sparta Prague        |
| --------------------------------------- | -------- | -------------------- |
| - Špikić 44' - Perić 59' - Ivanušec 61' | Chi tiết | - Krejčí 39' (ph.đ.) |

| Sparta Prague                                           | 4–1      | Dinamo Zagreb  |
| ------------------------------------------------------- | -------- | -------------- |
| - Haraslín 2' - Sørensen 24' - Panák 67' - Olatunji 87' | Chi tiết | - Baturina 71' |

Sparta Prague thắng với tổng tỷ số 5–4.